# Петко Русев
Петко Русев Йорданов е български журналист, юрист и политик от Българска комунистическа партия.

## Биография
Роден е през 1920 г. в плевенското село Борислав. През 1941 г. е интерниран в благоевградското село Левуново. През 1943 г. завършва право в Софийски университет. Същата година става член на БКП. Пише на младежката страница на в. „Заря“ и сп. „Млад кооператор“.
По време на Втората световна война е партизанин в Партизански отряд „Васил Левски“ (Плевен) (1943 – 1944).
Между 1944 и 1950 г. е първи секретар на Окръжния комитет и секретар на Областния комитет на БКП в Плевен. От 1950 до 1952 г. е съдия в Софийския окръжен съд.
Между 1952 и 1955 г. е член на редакторската колегия на в. „За кооперативно дело“, редактор на сп. „Ново време“ (1955 – 1957), отговорен редактор на сп. „Партиен живот“ (1957 – 1984). В периода 1981 – 1984 г. е член на ЦК на БКП. В същия период е заместник-председател на Съюза на българските журналисти. Между 1966 и 1981 г. е член на Централната контролно-ревизионна комисия на БКП.

## Книги
- През първите години (1944 – 1947). Спомени, Изд. на ОФ, 1975
- РМС в моя живот. Спомени, НМ, 1981